# جيد كورتيس
جيد كورتيس (بالإنجليزية: Jade Curtis)‏ هي لاعب كرة مضرب بريطانية، ولدت في 2 مايو 1990 في أوكسفورد في الولايات المتحدة.

## وصلات خارجية
- جيد كورتيس على موقع رابطة محترفات التنس (الإنجليزية)
- جيد كورتيس على موقع الاتحاد الدولي لكرة المضرب (الإنجليزية)
- جيد كورتيس على موقع إي إس بي إن.كوم (الإنجليزية)